# New Castle (New Hampshire)
New Castle è un comune degli Stati Uniti d'America facente parte della contea di Rockingham nello Stato del New Hampshire.